# Estadio Hassan II
El Estadio Hassan II (en árabe: ملعب الحسن الثاني) o Gran Estadio de Casablanca (en árabe: ملعب الدار البيضاء الكبير) es un estadio de fútbol que se planea construir en Benslimane, al este de Casablanca en Marruecos. Una vez finalizado en 2028, se utilizará principalmente para partidos de fútbol y servirá como sede de la selección nacional de fútbol de Marruecos. El estadio está previsto con una capacidad para 115.000 espectadores, lo que lo convertirá en el estadio de fútbol más grande del mundo por delante del Estadio Rungrado Primero de Mayo en Pionyang. También reemplazará al Estadio Mohammed V como estadio local de los clubes Raja CA y Wydad AC.

## Historia

### Proyecto inicial
A lo largo de los años, ha habido rumores persistentes sobre la construcción de un nuevo estadio y el calendario previsto para su finalización. Estas especulaciones cobraron impulso, particularmente después de que el Estadio Mohammed V sufriera daños por múltiples partidos de sus inquilinos Raja CA y Wydad AC. Estos dos equipos tienen un interés importante en las competiciones interclubes africanas y en los torneos nacionales.
El proyecto inicial estaba previsto para el Mundial de 2010, para el cual Marruecos perdió su candidatura ante Sudáfrica. Esta incluía cinco estadios importantes en todo el país, incluido el Estadio Ibn Batouta, el Estadio de Marrakech y dos más en las principales ciudades de Agadir y Fez. Años después, el Gran Estadio de Casablanca fue uno de los 14 estadios incluidos en la candidatura de Marruecos para la Copa Mundial de Fútbol de 2026, que incluía la construcción de dos nuevos estadios en Casablanca. Sin embargo, el 13 de junio de 2018 en Moscú, 203 federaciones miembros de la FIFA votaron a favor de la candidatura unida de Canadá, México y Estados Unidos, con 134 votos contra los 65 de Marruecos.

### Construcción

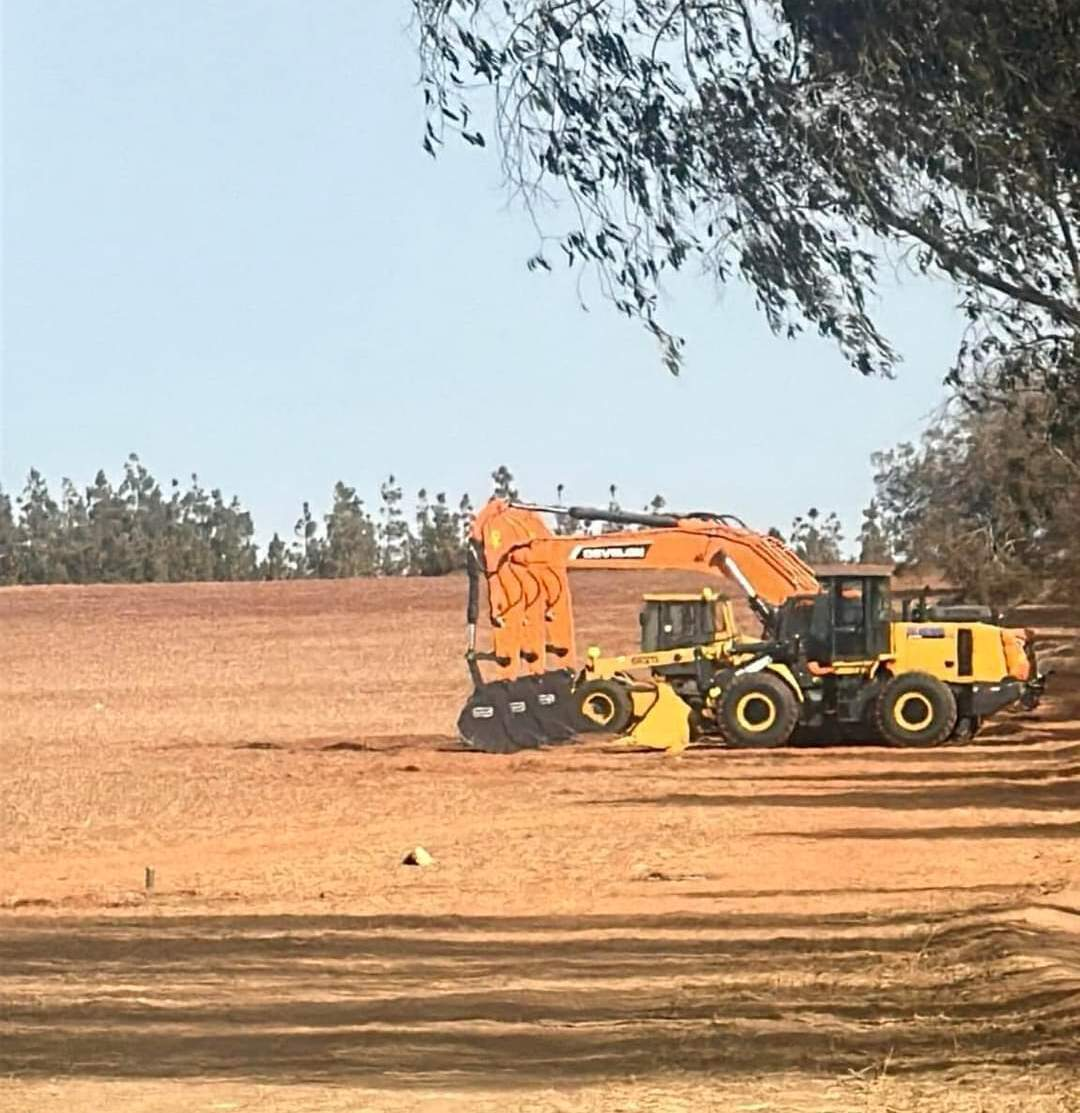
Estado de las obras en agosto de 2024.

La situación dio un nuevo giro tras la histórica clasificación de la selección de fútbol de Marruecos para las semifinales de la Copa Mundial de la FIFA 2022. Este logro impulsó a la Real Federación Marroquí de Fútbol a tomar la iniciativa en la organización de grandes eventos futbolísticos, como la Copa Africana de Naciones de 2025. Finalmente, se anunció una candidatura conjunta con España y Portugal para albergar la Copa del Mundo de 2030. Este progreso revivió las discusiones sobre la construcción del Gran Estadio de Casablanca, inicialmente propuesto para los Mundiales de 2010 y 2026. Estos acontecimientos fueron confirmados además por Fouzi Lekjaa, presidente de la Real Federación Marroquí de Fútbol, durante una reunión gubernamental encabezada por el primer ministro Aziz Akhannouch el 22 de junio de 2023. Fouzi presentó los detalles completos de la candidatura conjunta para la Copa Mundial de la FIFA 2030, destacando el papel central de la construcción del estadio en la candidatura.
El 20 de octubre de 2023, el gobierno y la Caisse de Dépôt et de Gestion firmaron un acuerdo que destinaba aproximadamente 5 mil millones de dírhams a la construcción del estadio durante el período 2025-2028. También se lanzaron los proyectos de renovación de los otros estadios que albergarán la AFCON 2025 y la Copa del Mundo 2030. Se movilizarán 9,5 mil millones de dírhams para adaptar seis estadios a los estándares de la CAF en el período 2023-2025. A continuación, se realizará una segunda actualización entre 2025 y 2028, respetando las normas de la FIFA y con un presupuesto que oscilará entre 4,5 y 6 mil millones de dírhams.
El 28 de octubre, durante una rueda de prensa con sus homólogos español y portugués, Pedro Rocha y Fernando Gomes, el presidente de la FRMF, Fouzi Lekjaa, declaró que: “La construcción del nuevo estadio de Casablanca comenzará a finales de diciembre y durará más de dos años”, antes de precisar que el estadio estaría a disposición del Raja CA y el Wydad AC.
El 14 de marzo de 2024, un consorcio liderado por la firma local Tarik Oualalou Architecte (Oualalou+Choi), que incluye al estudio de arquitectura Populous, fue seleccionado durante un concurso de diseño para el Gran Estadio de Casablanca.